# دیدیه

دیدیه شهری در شهرستان پا در استان باله در بورکینافاسوی جنوبی است و جمعیت آن ۱۲۳۴ نفر است.